# Judith Anderson
Dame Judith Anderson (Adelaide, Dél-Ausztrália, 1897. február 10. – Santa Barbara, Kalifornia, 1992. január 3.) kétszeres Primetime Emmy-díjas és Tony-díjas ausztrál származású színpadi és filmszínésznő. A meglévő díjain felül még Oscar-díjra is jelölték.

## Korai évek
Judith Anderson Frances Margaret Anderson-Anderson névvel született Adelaide-ben, Dél-Ausztráliában, Jessie Margaret és James Anderson-Anderson gyermekeként. A Norwood Középiskolába járt, és már Ausztráliában színész volt, mielőtt 1918-ban New York-ba érkezett. Drámai színésznőként alapozta meg a karrierjét, és William Shakespeare darabjaiban lépett fel.

## Színpadi karrierje
Judith Anderson debütálása a színpadon 1915-ben volt, 18 éves korában. Stephanie szerepét játszotta a Theatre Royalban Sydney-ben a Királyi Válás (A Royal Divorce) című darabban. A társulat vezető színésze a skót Julius Knight volt, akiről Anderson később úgy beszélt, mint a pályája elindítójáról. A társulatban fellépett néhány amerikai színész, akik bátorították, hogy próbáljon szerencsét Amerikában. Először Kaliforniába ment, de nem járt sikerrel, így New Yorkban próbált szerencsét hasonló sikerrel. Jó ideig tartó szegénység és betegségek után munkát kapott Emma Buntingnál és a 14. Utcai Színházban dolgozott 1918-19-ben. Turnézni járt különféle társulatokkal, míg 1922-ben debütált a Broadwayn az On the Stairs (A lépcsőkön) című darabban Frances Anderson néven. Egy évvel később Judith-ra változtatta a keresztnevét és végre a siker is megtalálta a Cobra című színdarabban, ahol a partnere Louis Calhern volt. 1927-ben Ausztráliában turnézott a Tea for Three, The Green Hat (Tea három személyre, A zöld kalap) és a Cobra című darabokkal.
az 1930-as évekre Anderson elérte, hogy a korszak egyik legnagyobb színpadi színésznőjeként emlegessék. A Broadway-n az 1930-as, 1940-es és 1950-es években is töretlenül sztár volt. 1931-ben eljátszotta az ismeretlen asszonyt Luigi Pirandello As You Desire Me (Ahogy akarsz engem) című színdarabjának amerikai premierjében. A színdarabból a következő évben film készült, melynek főszerepét Greta Garbo játszotta. Ezt Eugene O’Neill Amerikai Elektrája (Mourning Becomes Electra), és Luigi Chiarella The Mask and the Face-e (A Maszk és az arc) követte Humphrey Bogarttal. Az Edith Wharton regényéből készült The Old Maid (A vénlány) című darabban Zoe Akins szerepét játszotta, ugyanezt a szerepet később Miriam Hopkins jelenítette meg a vásznon. 1936-ban Anderson Gertrúdot játszotta John Gielgud Hamletjében, Lillian Gish partnereként, aki Ophelia volt.
1937-ben csatlakozott az Old Vic társulatához Londonban és Lady Macbeth szerepében tűnt fel Laurence Olivier partnereként Michel Saint-Denis produkciójában. 1941-ben ismét eljátszotta Lady Macbeth szerepét New Yorkban, ezúttal Maurice Evans társaságában, Margaret Webster rendezésében. Lady Macbeth szerepét még kétszer játszotta televízióban, a második, 1960-as változat volt az első színes Macbeth film.
1942-43-ban Olgát játszotta Csehov Három nővérében, ahol Katharine Cornell, Ruth Gordon, Edmund Gwenn, Dennis King, Alexander Knox és a Broadway-n ekkor debütáló Kirk Douglas voltak a partnerei. Az előadás akkora siker volt, hogy még a Time magazin címlapjára is felkerült.
1947-ben a Robinson Jeffers költő által írt, Euripidész Médeiáját alapul vevő színművének címszerepével aratott diadalt; az előadás producere John Gielgud volt, aki Jason szerepében is feltűnt. Anderson a legjobb színésznőnek járó Tony-díjat nyerte el a szerepformálásáért, és ugyanezzel a darabbal vendégszerepelt Németországban 1951-ben, Franciaországban és Ausztráliában pedig 1955-ben és 1956-ban.
1953-ban Stephen Vincent rendező darabjában szerepelt, melyet a rendező saját maga írt Stephen Benét John Brown's Body (John Brown teste) című művéből. Anderson partnerei Raymond Massey és Tyrone Power voltak. 1960-ban megkapta Arkagyina szerepét Csehov Sirály című drámájában az Edinburgh-i Fesztiválon, majd az Old Vic-ben Tom Courtenay, Cyril Luckham és Tony Britton partnereként.
1970-ben régóta dédelgetett ambíciója vált valóra, 73 évesen eljátszhatta Hamlet szerepét egy Egyesült Államokbeli nemzeti turnén és a New York-i Carnegie Hall színpadán.
1982-ben visszatért Médeához, ez alkalommal egy kisebb szerepet alakított, a főszerepet Zoe Caldwell játszotta. Andersont újra jelölték, ezúttal a legjobb mellékszereplőnek járó Tony-díjra.

## Hollywoodban

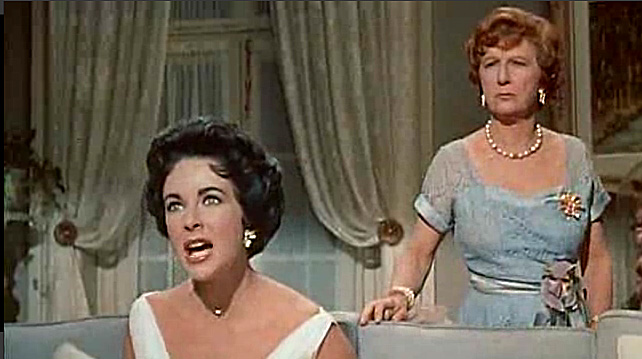
Elizabeth Taylorral a Macska a forró bádogtetőn című filmben

Hollywoodban Anderson kevés lehetőséget kapott karakterszerepek eljátszására, feltűnő és cseppet sem konvencionális megjelenése miatt. Ezért mindig előnyben részesítette a színpadot. Mindazonáltal több sikeres filmet forgatott, sőt még egy Oscar-díj jelölést is begyűjtött Alfred Hitchcock A Manderley-ház asszonya című filmjének mellékszereplőjeként 1940-ben. A történetben a házvezetőnő, Mrs. Danvers szerepében Anderson folyamatos lelki terror alatt tartja a fiatal feleséget, a második Mrs. de Wintert, akit Joan Fontaine játszott. Majdnem ráveszi az öngyilkosságra, és a férjét, Maxim de Wintert-akit Laurence Olivier játszott-, folyton elhunyt felesége, a sohasem látott, címszereplő Rebecca emlékével gyötri. Mrs. Danvers szerepe a filmtörténet egyik legemlékezetesebbnek tartott, szexuálisan legkétértelműbb negatív női alakítása. (Végül is az Oscar-díjat ebben az évben (1940) Jane Darwell színésznő kapta az Érik a gyümölcsben nyújtott alakításáért.)
Anderson tovább szerepelt New-York-i színpadokon, 1948-ban újabb Tony-díjat kapott a Médea címszerepének felelevenítéséért, amit a karrierje csúcspontjának tekintenek.
Az 1950-es években televíziós produkciókban tűnt fel a színpadi és filmes munkái mellett. A vásznon 1950-ben eljátszotta egy aranyásó szerepét Anthony Mann westernjében, a The Furies-ben (Dühöngés), Heródest a Saloméban 1953-ban, és Memnetet Cecil B. DeMille Tízparancsolat című filmjében 1956-ban. Emlékezetes alakítást nyújtott a nagymama szerepében Tennessee Williams Macska a forró bádogtetőn című drámájának filmváltozatában Elizabeth Taylor és Paul Newman partnereként 1958-ban, sikeresen formálta meg a gonosz mostohaanya figuráját Jerry Lewis Cinderfella (Hamupipő) című filmjében, valamint Buffalo Cow Head-et a Man Called Horse (Akit paripának hívtak) című western-ben 1970-ben.
Anderson közreműködésével számos hanglemezfelvétel is készült, főleg színdarab-adaptációkat vettek fel vele a Caedmon Audio közreműködésével 1950. és 1970. között. Lemezre kerültek közreműködésével Lady Macbeth és Médea szerepei, valamint Robert Louis Stevenson versek és felolvasások a Bibliából. Az Üvöltő szelek című regényből készült hanglemezfelvétele Grammy-jelölést kapott.

## Televíziós munkák
Anderson aktív televíziós karrierje az 1950-es évek elején kezdődött és főként alkalmi drámákhoz kötődik, mint a Médeához 1959-ben, és két egymástól független Macbeth produkcióhoz 1954-ben és 1960-ban. Mindkét televíziós Lady Macbeth alakításáért Emmy-díjat nyert. Ezen kívül gyakori sztárja volt a Hallmark Hall of Fame (Hírességek csarnoka) produkcióinak.

## Késői karrierje
Időskorában két nevezetesebb szerepet alakított, melyek korábbi Shakespeare-gyökereitől teljesen elszakították. 1984-ben részt vett a Star Trek III. című filmben, és ugyanebben az évben a matriárka Minx Lockridge szerepére írt alá három évadra szóló szerződést az NBC Santa Barbara című sorozatában. Ekkor 86 éves volt! Nagyon készült a szerepre, de később keserűen panaszolta, hogy alig volt megjelenése a filmben. A szerepben Janis Paige követte, aki negyedszázaddal volt fiatalabb nála.

## Magánélete
Anderson kétszer ment férjhez, férjei:
- Benjamin Harrison Lehmann (1889 – 1977), az angol nyelv professzora a Berkeley egyetemről, akivel 1937-ben házasodott össze és 1939-ben váltak el. Ebből a házasságából van egy mostohafia Benjamin Harrison Lehmann Jr. (született: 1918.) ).[17][18]
- Luther Greene (1909 – 1987), színházi producer; 1946 júliusában házasodtak össze, és 1951-ben váltak el.)[11]

Anderson szerette a kaliforniai Santa Barbarát és a hátrelévő életét ott töltötte, ott is halt meg 1992-ben tüdőgyulladás következtében, 94 éves korában. Anderson barátja volt Robinson Jeffers költő, aki azt a Médea adaptációt írta, amelyiket Anderson vitt sikerre. Gyakran meglátogatta a költőt kaliforniai, Carmel-i házában.

## Kitüntetései, díjai
- Andersonnak adományozták először a Dame Commander of the British Empire (A Brit Birodalom Lovagja – DBE) rangot 1960-ban és ezután gyakran hívták Dame Judith Andersonnak.[19]
- 1991. június 10-én, II. Erzsébet királynő a születésnapja alkalmából neki adományozta a Companion of the Order of Australia (Az Ausztrál Lovagok Társasága – AC) rangot, "elismerésül az előadóművészettel kapcsolatos szolgálataiért".[20]

## Válogatott filmjei
- 1984 – Űrszekerek III. – Spock nyomában (Star Trek III: The Search for Spock) ... High Priestess of Vulcans
- 1970 – Akit paripának hívtak (A Man Called Horse)
- 1960 – Hamupipő (Cinderfella) ... Wicked Stepmother
- 1958 – Macska a forró bádogtetőn (Cat on a Hot Tin Roof)
- 1956 – A Tízparancsolat (The Ten Commandments) ... Memnet
- 1950 – The Furies ... Florence Burnett
- 1947 – A vörös ház (The Red House)
- 1946 – Martha Ivers furcsa szerelme (The Strange Love of Martha Ivers)
- 1946 – Egy szobalány naplója (The Diary of a Chambermaid)
- 1944 – Valakit megöltek (Laura)
- 1943 – A sötétség széle (Edge of Darkness) ... Gerd Blarnesen
- 1942 – Minden az éjszaka miatt (All Through the Night)
- 1942 – Királyi sor (Kings Row) ... Mrs. Harriet Gordon
- 1940 – A Manderley-ház asszonya (Rebecca) ... Mrs. Danvers

## Fordítás
- Ez a szócikk részben vagy egészben  a   Judith Anderson című angol Wikipédia-szócikk fordításán alapul.  Az eredeti cikk szerkesztőit annak laptörténete sorolja fel. Ez a jelzés csupán a megfogalmazás eredetét és a szerzői jogokat jelzi, nem szolgál a cikkben szereplő információk forrásmegjelöléseként.